# Petites statues de la vie précaire
Les Petites statues de la vie précaire sont des sculptures, réalisées par Jean Dubuffet en deux périodes, de mars à octobre 1954, où il a produit 41 pièces, et de octobre à décembre 1959 (39 pièces). Les chiffres exacts varient selon les sites des musées et peuvent aller de 73 au total à 80.
Elles sont formées d'assemblages de matériaux « pauvres », ramassés ici ou là par l'artiste pendant sa « période de Vence ». Dix d'entre elles figuraient dans l'exposition rétrospective de 1961 au musée des arts décoratifs de Paris, situé au pavillon de Marsan, exposées conjointement avec des éléments de la Collection de l'art brut de Jean Dubuffet, avant son transfert à Lausanne.
Les travaux de l'artiste, ainsi que ceux des artistes de sa collection, provoquent un scandale. Le public s'interroge : Dubuffet est-il un charlatan ou un génie ? À cette occasion, Dubuffet est de nouveau « l'unique artiste par qui le scandale arrive encore ». C'est le deuxième scandale après celui provoqué par l'exposition à la galerie René Drouin, le 20 octobre 1945 : « La première exposition marquante dans Paris libéré à la galerie Drouin est celle d'un artiste inconnu, Dubuffet, dont la maladresse délibérée provoque un scandale tel qu'on n'en avait pas vu depuis longtemps. La galerie reçoit des lettres anonymes, le livre d'or est couvert d'insultes. »

## Contexte
L'artiste a lui-même réuni les 80 sculptures jointes aux œuvres sur le thème des vaches : Vaches et Petites statues de la vie précaire, dans le volume 10 du Catalogue des travaux de Jean Dubuffet, élaboré par Max Loreau en 1969. Les statues ont surgi « au beau milieu d'une série d'assemblages d'empreintes, alors que Dubuffet réunissait des morceaux  de papier simplement tachés d'encre pour remplacer les ailes de papillons », avec lesquelles il venait de produire une série intitulée Ailes de papillons, les œuvres étant réalisées avec des ailes de papillons. Dans son mémoire, Dubuffet les classe avec les Assemblages d'empreintes : 

« Il y a lieu d'observer que ces travaux empruntaient le moyen de l'assemblage et étaient à ce titre un développement des “collages d'ailes de papillons”, des lithographies faites par fragment superposés et collés, et des Assemblages d'empreintes. »

## Description
En 2001, les Petites statues ont fait partie de la rétrospective Jean Dubuffet au Centre national d'art et de culture Georges-Pompidou. L'hebdomadaire Les Inrockuptibles les présente ainsi : « Dubuffet compose des paysages et des portraits avec des ailes de papillon, et surtout fabrique avec de l’éponge, du papier mâché, du vieux bois ramassé sur la plage ou les débris d’une automobile brûlée ses Petites statues de la vie précaire, figurines pathétiques et minables, antinomiques des sculptures officielles qu’on érige aux grands hommes. »

« Minables », Dubuffet les a voulues ainsi : déroutantes, redoutables, effrayantes, elles se rapprochent de l'art brut en utilisant la matière brute : mâchefer, racine, pierre volcanique, filasse, scories, comme s'il s'agissait d'une réhabilitation des matières décriées. Selon Gaëtan Picon, elles jouent un jeu : celui des « petits dieux du néant qui seraient la risée d'une ironie complice, avec des clins d'œil ici et là, trous pour les yeux, le nez, la bouche ». L'artiste donne une description des trois premières statues dans son Mémoire inclus dans le catalogue de l'exposition du musée des arts décoratifs de Paris : 

« La première fut “Grouloulou” faite de morceaux de journaux froissés, englués de colle, massés sur une armature. Elle était avant tout une célébration du papier journal […] La seconde fut “Gigoton”, faite de laine d'acier (tampon Jex) que les ménagères utilisent pour nettoyer leurs casseroles. La troisième, “Personnage aux yeux de strass”, utilisait les débris d'une automobile incendiée qui se trouvait dans le garage où je remisais ma propre voiture. »

Ces travaux en trois dimensions inaugurent la revanche du mouvement refoulé, de la matière qui semble bouger et, qui finalement, bougera avec le spectacle Coucou bazar.

## Sélection de la série 1954
- L'Âme du Morvan (mai 1954), bois de vigne et sarments montés sur scorie avec goudron, corde, fil de fer, clous et agrafes (46,5 × 38,9 × 32,4 cm), Hirshhorn Museum and Sculpture Garden[11].
- Le Dépenaillé-mâchefer (juin 1954), hauteur 71 cm, catalogue 10, page 7[12].
- Le Bossu-mâchefer (juin 1954), éponge, hauteur 33 cm[6].
- Le Duc (juin 1954), éponge, hauteur 62 cm, catalogue 10, no 22[12], collection Stephen Hahn[note 2].
- Maudite commère (juin 1954), charbon de bois, hauteur 32 cm, exposition à la galerie Rive gauche (Paris), en 1954, catalogue 10, no 29[13], Museum of Modern Art, New York[14].
- Vieillard éploré (septembre 1954), mâchefer, hauteur 38 cm, ancienne collection Jacques Ulmann[15].
- Le Danseur (juin 1954), éponge, filasse, brique (57,5 × 15,5 × 13 cm)[16], Centre Georges Pompidou, dation 1991, Le Danseur, au Centre Georges Pompidou.
- L'Excroissance joue (1954), scories de fer sur base de ciment (30,5 × 14,2 × 11,1 cm)[17], ancienne collection Jacques Ulmann[note 3]Hirshhorn Museum and Sculpture Garden.
- L'Abondante Nourrice (1954), scories de fer, sur base de ciment (37,3 × 16,3 × 9,7 cm), exposé à la galerie Rive gauche en 1954, acquisition en 1966 par le Hirshhorn Museum and Sculpture Garden.
- Madame j'ordonne (septembre 1954), pierre de Volvic, hauteur 52 cm, exposée à l'Institute of Contemporary Arts de Londres en 1955, ancienne collection Jacques Ulmann[18].
- Buste impérial (1954, en réhabilitation), la statue en mâchefer s'est effondrée d'elle-même d'après ce site[19].

## Sélection de la série 1959
- Le Fanfaron (octobre 1959), papier mâché, hauteur 39 cm, galerie Daniel Cordier (dans la même série se trouvent aussi Le Boudeur, Le Funébreux, L'Étonné, plus ou moins de même taille mais dont on n'a pas la localisation ni les dimensions[20].
- L'Éploré (1959), papier mâché (47,8 × 17,2 × 12,1 cm), sur socle cubique d'environ 10 × 10 cm[21],Hirshhorn Museum and Sculpture Garden.
- L'Esprit du terni  (1959), feuille d'aluminium froissée, papier mâché et rognures d'ongles (38,4 × 14,9 × 10,8 cm), posé sur plexiglass[22].
- Tête barbue (1959), bois flotté avec balanes (29 × 22 × 10 cm), Mildred Lane Kemper Art Museum, Université Washington de Saint-Louis (Saint-Louis, États-Unis), don de Florence S. Weil, 1982[23].
- Poches aux yeux (1959), papier-mâché (49,7 × 18 × 10,9 cm), Mildred Lane Kemper Art Museum, don de Florence S. Weil, 1982[24].
- L'Aveugle (octobre 1959), papier d'argent, hauteur 39 cm, localisation inconnue[25].
- Le Vieux de la plage (novembre 1959), bois de la plage, hauteur 34 cm, signée sous le socle, collection particulière, Paris[26].
- Bouche en coup de sabre (novembre 1959), papier mâché, hauteur 29 cm, appartenait à l'artiste[27], qui en a fait don au musée des arts décoratifs de Paris[28], en même temps que 21 de ses œuvres exposées dans la galerie Jean Dubuffet du musée[29].
- Cheval cochon (août 1960), bois de la plage (53 × 64 × 30 cm)[30].
- Pince-bec (août 1960), papier mâché, hauteur 95 cm, appartenait à l'artiste, localisation actuelle inconnue[31].
- Abrantegas (août 1960), plâtre et papier mâché, hauteur 90 cm, appartenait à l'artiste, localisation actuelle inconnue[32].